# Плоткін Лев Абрамович
Лев Абрамович Плоткін (28 грудня 1905, Гомель — 15 квітня 1978, Ленінград) — радянський літературознавець, літературний критик, доктор філологічних наук, професор, член Союзу письменників СРСР (1934).

## Біографія
Закінчив літературне відділення педагогічного факультету Воронезького державного університету (1930). Асистент, доцент кафедри російської літератури Воронезького державного педагогічного інституту, де захистив кандидатську дисертацію (1934). Навчання в університеті поєднував з роботою в газеті «Комуна» (деякий час редагував літературний додаток до неї — «Тиждень»). Активний учасник літературно-суспільного життя Воронежа. Брав участь в організації журналу «Підйом» (1931), був членом його редакційної колегії і постійним автором.
З 1936 року жив у Ленінграді. З 1938 року - заступник директора Інституту російської літератури (Пушкінський Дім); у 1949-1971 рр.. професор кафедри радянської літератури Ленінградського державного університету.
Автор близько 15 книг, у тому числі кількох книг про Д.І. Писарєва, літературно-критичних нарисів про В. Панову (1962), Д. Граніна (1975). Посмертно вийшла збірка статей «Письменник і епоха» (Ленінград, 1981).